# Fabiana squamata
Fabiana squamata är en potatisväxtart som beskrevs av Rodolfo Amando Philippi. Fabiana squamata ingår i släktet Fabiana och familjen potatisväxter. Inga underarter finns listade i Catalogue of Life.